# Encophora pallidipunctata
Encophora pallidipunctata är en insektsart som beskrevs av Victor Lallemand 1966. Encophora pallidipunctata ingår i släktet Encophora och familjen lyktstritar. Inga underarter finns listade i Catalogue of Life.